# Nationaal park Aspromonte
Nationaal park Aspromonte (Italiaans: Parco nazionale dell'Aspromonte) is een nationaal park in Italië, in de regio Calabrië in het uiterste zuiden van de Apennijnen.
Het park werd opgericht in 1989 en is 641,53 vierkante kilometer groot. Het park is ontstaan uit het zuidelijke deel van het voormalige Nationaal park Calabrië (Italiaans: Parco nazionale della Calabria) dat bestond sinds 1968. Het landschap bestaat voornamelijk uit bergen en bos (tamme kastanje, beuk, gewone zilverspar en zwarte den). In het park leven diersoorten als wolf, vos, wilde kat, everzwijn, das, otter, marter, wezel en vogelsoorten als havikarend, steenarend, sperwer, havik, wespendief, slechtvalk, buizerd, slangenarend, oehoe, bosuil. Aspisadder, vierstreepslang, ringslang, brilsalamander, geelbuikvuurpad, boomkikker, beekforel, heldenbok, alpenboktor en neushoornkever komen ook voor in het nationaal park. Er bloeien maquisplanten zoals oleander. Het beukenbos in de Valle Infernale is sinds 2021 UNESCO-Werelderfgoed (Oude en voorhistorische beukenbossen van de Karpaten en andere regio's van Europa).

## Important Bird Area
Het nationale park en omgeving zijn aangewezen als Important Bird Area door BirdLife International vanwege het belang voor significante populaties van de bruine kiekendief, oehoe, wespendief en de zwarte wouw.